# غيفت أوربان
غيفت أوربان (بالإنجليزية: Gift Emmanuel Orban)‏ هو لاعب كرة قدم نيجيري، ولد في 17 يوليو 2002.

## وصلات خارجية
- غيفت أوربان على موقع اتحاد النرويج (النرويجية)
- غيفت أوربان على موقع قاعدة بيانات كرة القدم.إي يو (الإنجليزية)
- غيفت أوربان على موقع ليكيب (الفرنسية)
- غيفت أوربان على موقع Soccerbase.com (لاعب) (الإنجليزية)
- غيفت أوربان على موقع Soccerway.com (الإنجليزية)
- غيفت أوربان على موقع عالم كرة القدم.نت (الإنجليزية)